# Arxan
Arxan (阿尔山市S, Ā'ěrshānP) è una città-contea della Cina, situata nella regione autonoma della Mongolia Interna e amministrata dalla lega di Xing'an.